# Cychry (Mazovie)
Pour les articles homonymes, voir Cychry.
Cychry (prononciation : [ˈt͡sɨxrɨ]) est un village polonais de la gmina de Pniewy dans le powiat de Grójec de la voïvodie de Mazovie dans le centre-est de la Pologne.
Il se situe à environ 16 kilomètres à l'ouest de Grójec (siège du powiat) et à 44 kilomètres au sud-ouest de Varsovie (capitale de la Pologne).
Le village possède approximativement une population de 80 habitants.

## Histoire
De 1975 à 1998, le village appartenait administrativement à la voïvodie de Radom.